# 高雄市國樂團
高雄市國樂團（簡稱：高市國、KCO）是附設於財團法人高雄市愛樂文化藝術基金會的國樂團。

## 歷史沿革
1979年7月高雄市政府教育局輔導成立「高雄市教師國樂團」，後於1989年3月時任市長蘇南成任內改制為隸屬市政府教育局的專業演藝團體，稱「高雄市實驗國樂團」。2000年進駐高雄市音樂館，更名為「高雄市國樂團」，2001年12月改制為財團法人高雄市國樂團基金會；2009年4月與財團法人高雄市交響樂團基金會同時併入財團法人高雄市愛樂文化藝術基金會成為附設的一個部門。

## 經營理念
「傳統」與「現代」兼容並蓄，既保有民族音樂的精華，又兼具新睿的國際宏觀。與各個藝術領域結合，或與西洋樂器協奏方式演出。提升專業素養，演奏經典的傳統曲目，也以豐富的樣貌、多元方式，呈現生動與現代感。同時，積極鼓勵創作，廣徵新曲。採具特色的風土民情、人文色彩、景緻風光為題材，譜作台灣風味國樂曲。與世界樂壇接軌，將精緻的傳統音樂推展至國際舞台，演繹帶有濃郁台灣印象的樂曲，拓展文化外交版圖。

## 音樂指導
歷任駐團首席指揮是陳能濟、關迺忠、閻惠昌、黃曉飛、顧寶文。
駐團客席指揮有胡炳旭、劉文金、陳澄雄等。

## 首長
高雄市教師國樂團團長歷任團長是羅旭升、陳定閤、蕭青杉。高雄市實驗國樂團創團團長蕭青杉，歷任團長賴錫中、林朝號，改制財團法人基金會後歷任團長吳宏璋、林一鳳。
樂團併入高雄市愛樂文化藝術基金會後，成為會下其中一個部門，由執行長、副執行長兼管團務，已無主管首長。

## 育才
許多臺灣知名國樂工作者曾在該團歷練：丁魯峰（原任樂團首席）、劉文祥（原任助理指揮）、梁金寧（原任樂團弦樂副組長）等。

## 教育推廣

### 附屬樂團
目前設有「高雄市國樂團附設二團」、「高雄市國樂團附設青少年國樂團」、「高雄市國樂團附設市民國樂團」等3個附屬音樂團。

## 出版品

### CD
- 《管弦絲竹知多少》
- 《路漫漫》
- 《鼓舞·亞非拉舞曲》
- 《花木蘭》
- 《秋》
- 《龍騰虎躍》
- 《高雄之戀》

(以上由關迺忠指揮)
- 《月兒高》

(以上由關迺忠監製，易有伍指揮)
- 《龜茲古韻》
- 《女媧》
- 《國語老歌金曲集》
- 《黑土歌》
- 《胡琴傳奇》

(以上由閻惠昌指揮)
- 《樂韻悠揚台灣情》

(以上由閻惠昌監製，郭哲誠指揮)
- 《鄉土頌歌五十年》

(閻惠昌監製，閻惠昌、郭哲誠指揮)
- 《春夏秋冬》
- 團慶音樂會《愛河琴緣》
- 團慶音樂會《西子灣之戀》
- 團慶音樂會《高港風雲》

(以上由胡炳旭指揮)
- 《台灣風情》

(以上由閻惠昌、郭哲誠、關迺忠指揮)
- 《長城隨想曲》

(以上由劉文金指揮)
- 《新疆情調組曲》

(以上由陳澄雄指揮)

### DVD
- 《聖樂觀摩會》
- 團慶音樂會《愛河琴緣》
- 團慶音樂會《西子灣之戀》
- 團慶音樂會《高港風雲》

### 書籍
- 《台灣音樂史綱》作者:薛宗明
- 《台灣現代國樂之傳承與展望論文集》

## 外部連結
- 高雄市國樂團 （页面存档备份，存于）